# یه چونگ
یه چونگ (انگلیسی: Ye Chong؛ زادهٔ ۲۹ نوامبر ۱۹۶۹) ورزشکار شمشیربازی اهل چین است.
وی در مسابقات کشوری و بین‌المللی در مجموع برندهٔ ۲ مدال نقره شده‌است.